# Paonias sorbi
Paonias sorbi är en fjärilsart som beskrevs av Jean Baptiste Boisduval 1875. Paonias sorbi ingår i släktet Paonias och familjen svärmare. Inga underarter finns listade i Catalogue of Life.